# ひまわり (1996年のテレビドラマ)
『ひまわり』は、1996年（平成8年）4月1日から10月5日まで放送されたNHK連続テレビ小説の第54作。全162回。主演は松嶋菜々子。

## 概要
バブル崩壊により会社の業績が悪化、同時に結婚し家庭を持つことを阻まれて会社を辞めることになる主人公の南田のぞみが、家族関係の中において弟の窃盗事件をきっかけに弁護士を志し、司法試験に合格して一人前の弁護士に成長していく物語。
主人公を演じた松嶋菜々子は、本作がドラマ初主演作となった。
ナレーションは南田家の飼い犬・リキの声を担当する萩本欽一が務めた。萩本は獣医師役でもゲスト出演している。
1996年の平均視聴率は25.5%、最高視聴率は29.6%（ビデオリサーチ調べ、関東地区・世帯）。
放送ライブラリーでは第1回が公開。

### 再放送
2003年9月29日から2004年3月27日までBS2にて再放送された。
2022年5月23日から12月19日までNHK総合で月曜日から金曜日 16時30分から17時に原則として1日2回放送された。
また全編再放送に先駆けて、2022年のゴールデンウィークに「松嶋菜々子ヒロイン・ひまわりの魅力」（15分バージョンと5分バージョン）と題したプレビュー特番が放送され、松嶋と赤松元基役の奥田瑛二に対するインタビューが放送された。

## あらすじ

### 第1章『出るクイは打たれるの？』
平成3年秋、バブルが崩壊する3か月前。一部上場食品メーカーでOLとして働く南田のぞみは、自分が所属する営業部の撤退を聞かされる。女性課長の春日ひとみは新しく立ち上げる開発課にのぞみを誘う。
のぞみは恋人の関口純一郎と結婚し、仕事と家庭を両立させたいと考えていたが、上司の春日からは「社運を賭けた大事な部署の立ち上げなので結婚は3年待て」と言われる。
福島郊外の乳牛牧場に住むあづさの母・うららが体の不調を訴え電話をしてきたが、実は仮病で本当は娘や孫と一緒に暮らしたいと言って上京し南田家で一緒に暮らすことになる。のぞみの営業第2部は解散し、会社から異動先の辞令が降りる。「結婚する女性は必要ない」と考える上層部の思惑により福島工場への転勤を命じられ、のぞみは退職を決意する。

### 第2章『旨い話にゃ毒がある？』
次の仕事を探しに職業安定所（ハローワーク）へ登録に行ったのぞみは、そこで能力開発センターの人事という犬飼サチと出会い、自分の会社に興味があれば電話してくれと誘われる。
土曜日の午後、恋人の純一郎が両親を連れて結婚の挨拶に訪れる。純一郎の母は南田家や父親の行方を単刀直入に質問すると、あづさは「のぞみと達也には20年間嘘をついていた」と告白する。自分の出生を知った達也は以降無断外泊をするようになり心配したあづさを激怒させる。祖母のうららはあんな話をした後だから結婚の破談は覚悟しておけとのぞみに言う。 
犬飼サチがのぞみの家に来て講師の仕事に誘うが、あづさは慎重に考えるよう助言。迷うのぞみは犬飼を訪ね、講師の話は保留したいと伝えるが、犬飼は60万円の高額セミナーの受講を勧め生徒の勧誘が必要と説明。のぞみはカモにされたことに気づき悔し泣きする。
のぞみは優のレストランで失踪中の父親・徹と出会うがのぞみは気づかない。あづさは優が徹の居場所を知っていると感づく。犬飼が薫乃とうららを勧誘しお金を騙し取ったことを知ったのぞみは激怒し、犬飼のマンションに押し掛けるがもぬけの殻だった。忘れ物を取り戻った犬飼はのぞみにお金を返し、悪びれることなく去っていった。

### 第3章『人は見かけによらぬもの？』
達也がアルバイト先の売上金を盗んだ容疑で逮捕される。達也は黙秘を続けており、のぞみとあづさは警察へ面会に行くが許可は下りず、アルバイト先のカラオケ店へ謝罪に行く。店長の田中によれば、達也は接客態度も悪くトラブル続きだったという。落ち込むあづさに優は3年間黙っていた徹の住所を教える。薫乃とうららは田中に謝罪に行き田中はお金が戻れば示談にすると提案。二人は言われるまま示談にしてしまう。二日後、のぞみとあづさは警察でようやく達也と顔を合わせ話をしようとすると達也は示談金を支払ったことに怒り拒絶する。
なすすべない南田家は弁護士に頼ることを決め、あづさの旧友・赤松の事務所を訪れる。のぞみはそこで弁護士を目指す星野と出会う。
弁護士の赤松に達也はようやく自分の無実を打ち明け始める。薫乃はうららにあづさと赤松の過去を話す。赤松は田中を訪ね、独自調査で田中が金に困っていたこと、靴修理店でロッカーのスペアキーを作っていたこと、売上金を盗んで一部を達也のロッカーに入れて罪を被せたと推測し、真犯人は田中と言い切る。全てを見抜かれた田中は自首し、達也は釈放される。赤松が達也を救った姿を見てのぞみは家族に弁護士になると宣言する。

### 第4章『二兎を追うもの一兎も得ず？』
司法試験を受けるというのぞみに、あづさや薫乃は反対。赤松も弁護士には向いてないと意見する。年末、薫乃はこっそり伊豆の徹を訪ね「悔しかったら一日も早く帰って立派なところを見せて」とどやしつける。
平成4年正月、純一郎の両親が訪れ、「純一郎の家出の原因はのぞみが結婚を急がせたからではないか」と言う。のぞみは弁護士になりたいから結婚を待つよう頼んだことを知られてしまう。
風邪をひいた赤松を訪ねたのぞみは、赤松が弁護士になったいきさつを聞く。そこへ星野と達也がやって来て、かつて赤松の婚約者だった達也の母の話になる。あづさは徹宛てに初めて手紙を書く。のぞみは星野と同じ予備校で司法試験勉強に励む。
司法試験の日。うららがあづさに「薫乃が徹に電話したり伊豆に会いに行っている」と教える。あづさは徹を待つのをやめて離婚届を出そうか赤松に相談に行く。
のぞみと星野は二人とも択一試験で不合格になる。悔しがるのぞみは純一郎とささいなことから口論になり、試験をやめるか自分との結婚をやめるかを迫られる。弁護士の道を選んだのぞみに純一郎は別れを告げる。赤松の事務所に徹が現れ「どうしようもなく家に帰りたくなった」と話す。
二人が別れたことを知った南田家では、あづさとのぞみが口論になる。親に養ってもらわず全て自分でやれというあづさに反発してのぞみは家を飛び出す。

### 第5章『可愛い子には旅をさせよ？』
のぞみは実家を出て自立する決心をする。赤松の事務所で出会った横山建設社長の内海が安アパートを紹介し、一度は断るがアパートが“ひまわり荘”であるのを見てのぞみは入居を決める。貯金も底を突き始めのぞみはビル清掃員のアルバイトを内海に紹介してもらう。一人娘が3年前に医療ミスで命を落とし裁判の判決を利用して復讐しようとする内海に彼が復讐の鬼になることを心配して赤松の提案する和解を受け入れようと妻のまゆみは説得していた。
あづさは達也が二十歳になったら徹を訪ねて徹とは踏ん切りつけると言う。予備校の帰りに優の店に寄ったのぞみはそこで徹に会う。知らせを受けたあづさと薫乃が店に合流したところで徹は皆んなの前で土下座をする。曖昧な言い訳ばかり述べる徹を見てのぞみと薫乃は離婚を促し、徹を待つことに限界を確信したあづさはようやく離婚を決意し離婚届を出しに行く。優はあづさが離婚届を出したことを徹に報告すると徹はあっさり受け入れる。次の日、のぞみはアルバイトに遅刻した挙句に過労で倒れてしまう。
優が突然徹を連れて家に来る。あづさが離婚届を出したと聞いて諦められなくなったと言う。あづさは気持ちに区切りを付けたと復縁を拒否するが、徹はあづさにもう一度結婚して欲しいとプロポーズし、今度は自分があづさの気持ちを待つと言う。達也とのぞみは再婚を認めないと団結するが、星野は「誰でも道を間違うことはある」とのぞみに寛容を促す。
内海の妻が家出をし、赤松の事務所で和解を再三試みるも内海はどうしても許すことが出来ないと言う。内海の横では赤松がのぞみに徹を許すよう話している。のぞみはどうしても許せないと反発すると「一回過ちを犯した人間は二度と浮かび上がることが出来ないのか」と赤松が問い正すその言葉を側で聞いていた内海の気持ちが動き、相手との和解を少しずつ受け入れることにする。里帰りで実家に立ち寄ったのぞみにあづさと達也は家に帰って来いという。
のぞみは2か月間の一人暮らしを終わらせて家に戻ることを決める。25歳になったのぞみは2度目の司法試験に再挑戦する。

### 第6章『縁は異なものアジなもの？』
平成5年10月29日、のぞみは二度目の司法試験に合格。同じく合格した星野とともに司法修習生となる。のぞみは修習地が決まるまで赤松の事務所で無給の事務員を務めるが、事務所に押し掛けてきた老婦人にうっかり助言してひと騒動となり、赤松に厳しく叱られる。のぞみの修習地は第8希望の福島に決定するが星野も福島行きと知り愕然とする。
平成6年4月9日、司法研修所の入所式を終えて研修が始まる。のぞみは同じ福島行きの修習生と顔合わせするが全員一癖ある人物ばかり。のぞみは最初の授業で「講評に及ばず」の評価をつけられ勉強不足を痛感。3か月の研修の最後は模擬裁判で油座が裁判官、星野が検事、のぞみが弁護人役となる。
南田家を訪れた徹は千葉の新店舗担当になったと報告。あづさに人生初めてのボーナス、のぞみに万年筆、達也に腕時計をプレゼントする。南田家を訪れた天王寺はのぞみに、タイガー原田はあづさに好きだと告白するが二人は断る。星野からは「君が好きだ。君は赤ゲンに惚れてる」と言われ、のぞみは動揺を抑える。翌日7月7日の模擬裁判で星野は被告人役から暴言の証言を引き出し有罪判決となり、のぞみは完敗する。南田家は研修を終え、福島に行くのぞみの壮行会を開く。

### 第7章『兄弟は他人の始まり？』
福島に到着したのぞみと星野は、竹永相楽法律事務所で実務研修に臨む。東京では薫乃が家や病院をあづさに相続させる遺言を書くと宣言。徹も優も異論はなかったが、優は赤松にあづさの気持ちを聞いてほしいと相談。赤松はあづさにプロポーズしたと打ち明け相談を断る。竹永は母親の遺骨を巡って姉の信子と争う光子の依頼を引き受けるが、墓石を撮影したのぞみは信子ともみ合いになり、ケガをさせてしまう。
のぞみは信子に謝罪に行き、遺骨を持ち出した真意を聞き出す。姉妹は和解したが、金にならない案件となった。義弟・俊一の借金の保証人になった優の店が閉店するとの知らせが届き、のぞみは急ぎ上京。赤松に調査してもらうが、裁判になれば俊一も共犯で訴えることになると言われ、優は閉店を決意。のぞみは赤松があづさにプロポーズしたと聞いて自分の恋心に気づき、福島に戻る。

### 第8章『子はかすがいじゃないの？』
うららたちは早々に東京から戻ったのぞみを不審に思う。閉店パーティを終えたレストランで、徹は復縁をあきらめたと告げる。竹永はのぞみと星野を連れて殺人未遂で勾留中の西村の国選弁護人を引き受ける。事務所に西村の娘・瑞穂がやってきて父親を助けてほしいと懇願。施設に帰りたがらない瑞穂を長沼家で預かることになる。
西村に執行猶予をつけるため、のぞみは瑞穂を連れて上京し、瑞穂の母親の茄子佳織に証言を依頼するが、瑞穂は反発。なんとか証言を引き受けてもらうが、2週間後の裁判に佳織は現れなかった。のぞみは竹永と再上京し、佳織を説得するが拒否される。竹永は帰郷、瑞穂が一人南田家にやってくる。赤松を交え佳織と瑞穂は本音をぶつけあう。佳織は娘を引き取るため西村に懲役に行ってほしかったと告白する。後日、西村の第二回公判に佳織が証言者として立つ。改心した佳織はできれば3人でやり直したいと証言、前回公判を欠席したのはあさはかだったと謝罪。1か月後、西村は執行猶予を勝ち取り、のぞみと星野は弁護人研修を終える。

### 第9章『ならぬ堪忍、するが堪忍？』
平成6年11月、のぞみたちは福島検察庁で検事修習に臨む。修習が始まるまでの1週間、のぞみと星野は上京して赤松の裁判を傍聴。無罪判決のあと、赤松のもとに被告人の大樹が押し掛け、犯人なのに無罪にされて一生嘘をつき続けることになったと殴りかかる。のぞみとあづさは赤松の見舞いに行くが、気持ちの荒れた赤松はあづさを「君の家は本当のことを話していない」と責める。
あづさはのぞみと達也に達也の実母・矢口桂子のことを話す。達也は徹から桂子の電話番号を聞きだすが、繋がらなかった。達也は純一郎の会社に雇われるがあづさに注意され延期する。星野は大樹の弁護人を降りなかったこと、しばらく依頼を断るという赤松を責める。のぞみは星野に母親と赤松のいきさつを話しながら泣き出すが、思いを断ち切ると決意。赤松が1日姿を消し周囲を心配させる。翌日福島に戻るのぞみに母親を探す達也も同行する。赤松の事務所を訪ねたあづさは突然赤松に抱きしめられる。

### 第10章『罪を憎んで人を憎まず？』
のぞみは達也を連れて福島の長沼家に戻る。あづさは赤松のもとからぎこちなく帰宅する。検察庁の実習が始まり、のぞみは詐欺容疑の増井を取り調べる。のぞみ、星野、小牧は増井の家を訪ね、起訴猶予と判断。指導役の河村はのぞみたちの勝手な行動を厳しく叱る。星野の助言で達也の実母・桂子の住所や結婚して子供がいることが判明。
増井が礼を言うため長沼家を訪ねてくる。増井はうららの知り合いであることが判明。意気投合した2人は東京からきた薫乃、寺崎と温泉旅行に行く。
達也は英会話学校で務める桂子を見に行くが、名乗らず帰宅。あづさは赤松と交際を始める。増井が結婚詐欺で告訴される。増井は否定、息子の耕平は100万円渡して縁を切りたいと言う。被害者が告訴を取り下げたため、のぞみたちは増井の起訴猶予を提案。河村は息子が監督するという条件をつける。のぞみの必死の説得で耕平は監督役を引き受ける。増井は罪を認め、起訴猶予が決定し、のぞみたちの検察修習が終了した。

### 第11章『一難去ってまた一難？』
裁判修習が始まり、修習生たちは刑事裁判を傍聴する。のぞみはいきなり暴力団員の兄弟喧嘩の判決文を書かされる。あづさと赤松が交際していると知った達也は、軽口をたたくが心中穏やかでない。のぞみは執行猶予とするが北山裁判官は暴力団と関係を断つという条件をつけ、被告人の更生を第一に考えると教える。あづさに獣医大学の資料を見られた達也は逆上し、家を飛び出す。落ち込むのぞみに、星野は「君は人の気持ちに鈍い」と再び告白する。福島に行った達也を追ってあづさがやってくる。
達也は赤松への片思いに悩むのぞみのためにも、きちんと再婚したほうがいいとあづさに意見する。達也は桂子いきつけの喫茶店「こけし」で1か月のバイトを始める。のぞみは親権変更の調停を担当する。週末帰京したのぞみは徹とあづさを訪ね、達也が実母に密会していることを相談し胸のつかえがとれる。赤松にはあづさとの仲を祝福して、福島に戻る。

### 第12章『旅は道連れ世は情け？』
のぞみたちは調停を控えた勝子が健一に秀樹を引き渡す場に立ち会う。徹は福島の桂子に会う。桂子は達也に会うのはやめると約束する。福島を去る達也は桂子から現金200万円を渡され困惑。うららはあづさが赤松と交際していると聞くと「人の道にはずれている」と激怒。達也は桂子の夫に金を返すが、達也の父は赤松ではないかと聞かれる。帰京する達也と入れ違いに福島に来たあづさはうららに交際宣言して衝突。
面接交渉権の調停で拒絶する健一に、のぞみは母親を過剰に庇い、北山裁判官に厳しく叱られる。桂子が家出する。達也は福島に駆けつけ、あづさも帰京を遅らせて桂子を探す。薫乃は徹を訪ね「あづさを取り返せ、逃げるな」と怒る。達也が桂子を発見。桂子は経一に嘘をついていたことを謝罪するが経一は拒絶。のぞみは経一を説得し、長沼家で桂子に会わせる。徹と赤松も駆けつけ、夫婦は復縁。
赤松はあづさと交際していると挨拶するが徹は「渡したくない」と宣言し二人は帰京。星野の口添えでのぞみは調停に復帰し無事話をまとめ裁判官修習を終える。のぞみは星野に「離れたくない」と告白。東京では桃子が産気づく。

### 第13章『待てば海路の日和あり？』
桃子は長男・一を出産。東京に戻ったのぞみと星野は司法研修所で後期修習を受けながら就職先を探す。のぞみと上京したうららはあづさの交際をめぐって薫乃と口論になる。あづさは反対するなら結婚しないがコソコソしたくないと宣言。赤松のもとに最高裁判決を控えた大樹が来て赤松の手紙を突き返すが、赤松は見捨てないと答える。うららはあづさに再婚するなら絶縁すると言って福島に帰る。
赤松は真実を話すと決意した大樹の弁護を引き受ける。「ジャイアント」再建の目処が立ち、徹は薫乃にあづさの再婚を認めてほしい、自分が支えると説得。達也も獣医になると告白するが、薫乃は拗ねて寝込む。のぞみは銀座の法律事務所に内定するが、少年事件を扱わないことに落胆。星野はいつか一緒に独立しようと誘う。
赤松は大樹と検察に出頭して再び弁護人になりマスコミから叩かれる。薫乃は家出して福島のうららを訪ね説得。のぞみと星野は内定を蹴って独立を考えるが無理だと言う星野と喧嘩になる。あづさは赤松の元に行くことを決意。薫乃も上京したうららも再婚を祝福する。星野とのぞみも仲直りして独立を決意する。

### 第14章『実るほど頭の下がる稲穂かな？』
平成8年1月、のぞみは卒業試験（司法修習生考試）を控え、達也は受験勉強中。南田家に来た星野は、のぞみと独立して事務所を開くこと、一人前になれたら一生のパートナーにしたいと挨拶してあづさから祝福される。あづさは再婚のため3月で病院を閉めることにするが、赤松は病院を続けることを勧める。のぞみは星野と事務所になる部屋を探し、格安の雑居ビルの一室を借りる。達也は獣医科大学に補欠合格。のぞみは事務所に徹を招き星野に会わせる。
4月1日、司法研修所の修了式を終え、「ジャイアント」では開店パーティが開催された。のぞみは事務所の名を「ひまわり」にする。あづさは家を出て赤松と入籍するが南田動物病院を続ける。「法律事務所ひまわり」が開業。それから3か月後、事務所に純一郎が現れ、知り合いの少年事件の弁護を依頼。達也は病院の手伝いを始める。南田家に仕送りする徹が訪ねて来て、初めて夕食を囲む。のぞみは念願の少年事件弁護に取り組む。

## キャスト

### 南田家
南田のぞみ（みなみだ のぞみ）〈24〉
演 - 松嶋菜々子
本作のヒロイン。台東区谷中在住。身長172cm、乙女座。1967年生まれ。谷中高校（バスケットボール部出身）、明法大学法学部卒業。明るく前向きで、人の心を思いやる長所を持っている。
東証一部上場企業である「アルプスフーズ」営業2部に勤務していたが、バブル崩壊の影響で営業2部の廃止が決定。上司の春日から開発部へ異動の話を持ちかけられるが、結婚して仕事と家庭を両立させることを望み、春日の不興を買う。その後福島の工場への異動辞令が下り、退した。再就職活動が上手く行かない中、達也がアルバイト先で巻き込まれた事件をきっかけに「人の心を救うような仕事がしたい」と弁護士を目指す。一時は1人暮らしをしていたが、第5章ラストで実家へ戻る。第6章で無事に司法試験に合格。司法修習先は第8希望だった福島に決まる。
同じ大学の先輩である関口とは婚約寸前だったが、結婚か仕事を迫られ弁護士の道をとったために破談。次は母の同級生の赤松に恋心を抱くも叶わなかった。一方、星野とは当初は対立しながらも次第に惹かれていく。弁護士として少年事件を手掛けることを希望する。
司法研修所卒業目前に法律事務所から内定をもらうが、少年事件を手掛けないと聞いて断り、星野と独立して「法律事務所ひまわり」を開業する。
南田あづさ（みなみだ あづさ）〈45〉
演 - 夏木マリ
のぞみの実母（達也の養母）。職業は獣医で「南田動物病院」院長（うららは牧場を継がせるつもりで、福島から東京の大学の獣医科へ行かせた）。20歳で学生結婚。20年ほど前に出ていった徹を今も待っている。家事は不得意である。
大学卒業後は上野動物園での実習を終え、動物病院で働く。その後谷中で南田動物病院を開業する。
達也の実の母・桂子はあづさの中学時代の同級生。徹の友達だった赤松が自分に好意を持っていたことに、当時、気が付いていた。
さっぱりとした性格だが、うらら曰く「理屈っぽい」「いざというときには肝が小さい」。父親代わりにきちんと叱ることで愛情を表現してきた。
悩むのぞみには「自分が決めた道は失敗じゃない」と諭す一方、会社を辞めたと聞いたときには「安っぽいプライド」と戒める。
普段の達也の行動には寛容だが、第2章での家出には怒りを爆発させる。また、のぞみの司法試験受験に反対し、家出も止めなかった。
長らく徹との離婚をためらっていたが、帰還した徹の態度を見て、ついに離婚届を提出。その後赤松と交際を始める。
第10章時点で47歳の誕生日を迎える。
うららから赤松との交際を猛反対され、結婚はしないと決めていたが、周囲に押され赤松と入籍する。結婚後も南田動物病院を続ける。
テーブルに肘をついて食事するなど、テーブルマナーがよくない。
南田徹（みなみだ とおる）
演 - 寺泉憲
のぞみと達也の父。25歳で達也が生まれる頃に南田家を出て20年が経つ。毎年、あづさ宛に離婚届を送ってくるのみで手紙すらよこさない。あづさの友人だった潮見桂子との間に達也を授かり、あづさと桂子、そして生まれてくる達也からも逃げ出した。3か月に1回、サボテン交換の名目で弟の優の店に顔を出しているが、南田家には隠している。
第2章にて、のぞみと20年ぶりに顔を合わせるも気が付かれなかった。
第3章での優の台詞と劇中のメモによれば、家出後には横浜で水商売をしていたが、現在は伊東市のサボテン農園（「伊豆シャボテン動物公園」と思われる）で働いている。
第5章では東京に戻ったが、あづさが離婚届を区役所に提出したため、離婚が成立。その後は浅草で住む所を見つけ、赤松の紹介でスーパー・マーケットの家庭用品部への就職が決まる。
離婚成立後にあづさとの復縁を希望し、時折、南田家を訪ねる。
第6章では売り場の主任に昇進（台詞より、千葉に新しい店がオープンするため、売り場支援として1時間かけて通勤するらしい）。初めて貰ったボーナスで、のぞみには万年筆、達也には腕時計を渡した。レストラン「ジャイアント」の閉店パーティのあと、再婚はあきらめると宣言。その後は達也はじめ南田家の面々の良き相談相手となる。あづさの再婚後は南田家に仕送りしている。
カレーに醤油をかけて食べる。
南田薫乃（みなみだ ゆきの）
演 - 藤村志保
のぞみの祖母（徹と優の母にあたり、あづさの姑）。のぞみからは「ゆきのちゃん」と呼ばれる。夫・鉄造は時計職人で、1973年に死別。もとは諏訪に住んでいた。自称「こう見えて苦労してきた」らしい。
茶目っ気があり、大抵のことには動じないが、徹のことになると激しく動揺してしまう。綺麗好き。困ると笑ってごまかすときがある。
趣味は俳句。得意料理はちらし寿司。のぞみが幼い頃から南田家の台所を預かっており、味付けは薄味が基本。身なりにこだわるタチで、白髪もこだわって染めている。
第6章より福島へ帰ったうららより俳句が書かれた葉書が送られてきて喜ぶ。それ以降お互いの気持ちを歌に託して送り合うのを楽しんでいる。
家や病院をあづさに相続させる遺言を書くと宣言し、周囲を困惑させる。徹があづさと赤松の仲を祝福していると聞くと「情けない」と嘆いた。再婚して家を出るかもしれないと聞くと「ジャイアント」の屋台で泥酔して「さみしい」と訴え、翌日ギックリ腰を理由に寝込む。やがてあづさを祝福しようと気持ちが変わり、福島のうららを説得して再婚の後押しをした。
南田達也（みなみだ たつや）〈19〉
演 - 遠藤雅
のぞみの弟。1972年8月28日生まれ。予備校生だが、勉強熱心ではなく、日中は出歩いている。生意気で口達者。飄々と受け答えるが、実は寂しがり屋。自分につきまとう真紀には興味がなく、馴れ馴れしくされるのを嫌がっている。
関口一家がのぞみとの結婚の挨拶に来た際、父があづさの友人に産ませた子であることがあづさの口から明かされた（のぞみはあづさの子、達也は潮見桂子の子）。実母は存命だが別の男性と結婚して子供を儲けている。生まれたときに父が家を出たため、認知されていない（戸籍簿の父親欄は空白）。里子に出されようとした達也を薫乃とあづさが南田家で養子縁組した。
窃盗冤罪事件で赤松の世話になってから、赤松の事務所にちょくちょく顔を出している。
司法試験に取り組むのぞみに触発され、もう1年勉強してきちんと受験することを決意する。
のぞみが1人暮らしをしていた頃は、リキと一緒に度々アパートを訪問していた。
三浪生活に入り、のぞみが司法試験に合格すると「受験を辞めてやりたいことを探したい」と言い出し、家に生活費を入れることを条件にアルバイトを始める。
赤松が母のあづさにプロポーズしたと知ると、落ち着かなくなり真紀の運転でリキと一緒に福島へ遊びに行く。第9章で純一郎の会社に雇われることになるが、あづさに「とりあえずツテを頼って働こうという甘い考えならやめたほうがいい」と言われ初めは反発したが、彼女の言葉を受け入れて延期する。福島で実母の桂子と再会を果たす。その後獣医を志す。長髪を短く切り予備校に入り直し獣医科大学に補欠合格した。
リキ
声 - 萩本欽一
雄の野良犬。バイクに撥ねられ倒れていたところを達也に拾われ、あづさの治療を受けて南田家の一員になった。コリーに似ている。名前の由来は力道山。玄関内の犬小屋に住むが、茶の間にも入り込んで室内犬化している。上野不忍池弁天門生まれで10歳（人間に換算すると約56歳）。のぞみに叶わぬ恋心を抱いている。語りの中では一人称は「小生」、家族は「のぞみ嬢ちゃん」「あづさ先生」「薫乃ばあさん」「達ぼん」などと呼ぶ。作中では心の俳句を一句読むというシーンがよく描かれる。
のぞみが司法修習受験で一人暮らしをしていた時期には、頻繁に達也と一緒にアパートへ行っている。第6章では、のぞみの司法試験合格祝いパーティで出されたタマネギ入りのハムバーグ・ステーキを天王寺が与え、タマネギ中毒を発症。
第7章では達也と一緒に福島へ出かけている。

### 東京の人々

#### レストラン「ジャイアント」
南田優（みなみだ まさる）
演 - 三宅裕司
のぞみの叔父（徹の弟）。桃子からの愛称は「まぁちゃん」。調理師学校を卒業している。昔はボクサーを目指していた。
お喋り好きで調子がいいところがある。時々店外へサボテンを出しているが、徹にあづさらの来店を知らせるため。失踪した兄の行方は知っていたが、長らく黙っていた。
店について「和洋中何でもありというのがウリ」と話しており（第6章）、ケータリングにも応えていた。桃子の弟・俊一に泣きつかれ、4,000万円の借金の保証人になり、店を担保に差入れた。しかし俊一の会社は倒産し、店を差し押さえられて閉店。その後、屋台のお好み焼き屋として再出発。夫婦で南田家に同居する。差押物件が賃貸できることになり、最終章で「ジャイアント」再開した。
南田桃子（みなみだ ももこ）
演 - 川島なお美
優の妻。子供はいないが夫婦仲は良好（結婚6年目）。優からの愛称は「桃ちゃん」。弟・俊一がいる。元は水商売をしていて、薫乃は結婚に大反対だったらしい。恋や愛について語りたがり、勘が鋭い。
第9章で妊娠中と判り、第13章で長男を出産。一（はじめ）と名付けた。

#### トレーニングジム「タイガー原田」
タイガー原田（タイガー はらだ）
演 - 藤波辰爾
プロレスのコーチ。あづさに惚れている。
第6章では天王寺以外の練習生を他のジムに引き抜かれてしまい、経営危機で悩む。
天王寺と一緒に南田家に訪問して、「弟子だけに玉砕させる訳に参りません。自分も玉砕します」と想いを寄せるあづさに告白。断られることを承知で自分の気持ちを話し、南田家を後にする。
第154回で再登場。ジム再開をあきらめ、天王寺とブラジルに移住すると語った。
天王寺勝照（てんのうじ かつてる）
演 - 軍司眞人
生徒。桃子曰く「のぞみに惚れている」。
第6章ではのぞみが実務研修で福島行きを知り、練習に身が入らなくなっていた。そして、タイガーと南田家を訪問し、玉砕覚悟でのぞみに告白するも「好きな人がいる」と断られる。
レスラー
演 - 永谷正勝、山岡一、小島晃、服部圭助、金吉隆之、松山邦久

#### その他の東京の人々
星野雄治（ほしの ゆうじ）
演 - 上川隆也
赤松の元に出入りするフリーの記者。福井県出身。法学部卒で弁護士を目指して勉強中。辛辣な物言いをするため、のぞみの印象は良くなかった。のぞみから「天敵」と言われる。姉がおり、田舎で結婚している。
10年前、北陸の建設会社に勤めていた父親が贈収賄事件に巻き込まれて有罪判決を受けた。会社から不当に懲戒解雇懲戒免職された上、責任がないのに損害賠償請求され、再審を求めるために弁護士を志す。
第6章で司法試験に合格。のぞみと同じ福島で司法修習を行う。
第9章で父親が本当は贈収賄に関わっていたと知ってショックを受けるが、弁護士を目指す決意を新たにする。
赤松のように冤罪事件を手掛けたいと思っていたが、内定した共同事務所ではかなわないと知り、のぞみを誘って独立開業を目指す。一時は資金面であきらめかけたが、のぞみと発奮して御徒町の雑居ビル（映像の看板は「松岡ビル」と読める）に格安の部屋を見つけ「法律事務所ひまわり」を開業した。
赤松元基（あかまつ げんき）
演 - 奥田瑛二
弁護士。通称は「返しの赤ゲン」。1947年生まれ。事務所や身なりはつつましいが、大きな事件も手がけており、一部界隈から尊敬されている。「本人が反省しないから」という理由で離婚と贈収賄の案件は断っている。物言いはぶっきらぼうながら口数は多く、自分の境遇も織り交ぜながら他者の心を開いていく。本編登場の1か月前から禁煙し、口寂しさから甘い物を食べるようになった。
学生運動を経て検事になったが、かつての仲間から転向したことを揶揄されて一時は別の仕事に就いていた。だが元検事という肩書が邪魔になり、弁護士となる。冤罪事件の弁護団に加わったのをきっかけに仕事に本腰を入れるようになった。あづさや徹とは大学時代の同級生。潮見桂子の婚約者だった。このことをのぞみに問われたときには「別に好きな女性がいたので気にしていない」と答えている。
あづさの依頼で達也の弁護を担当し、真犯人を見つけ出して自首させた。
あづさの離婚後、ずっと片思いしていたことを告白し、「まだ諦めていない」とプロポーズして交際を始める。
かつて無罪を勝ち取った進藤から罪を犯していたことを告白され、説得の末検察に自首させる。マスコミのバッシングを浴びても弁護人として真摯に付き添う。のち、あづさと再婚。
関口純一郎（せきぐち じゅんいちろう）
演 - 大鶴義丹
のぞみの恋人（大学の先輩だった）。愛称は「純ちゃん」。明法大学法学部卒業。証券会社に勤務する、いわゆる「ボンボン」（育ちが良い世間知らず）でひとりっ子。横浜市緑区出身。
相手を束縛せず、のぞみを尊重する態度を見せるが、再就職にこだわることには戸惑っていた。子供は望んでいないらしい。
両親からのぞみとの結婚を反対されるが気持ちは揺るがず、達也の窃盗事件では弁護士探しに協力する。
弁護士を目指すのぞみに「結婚は3年待つ」と励ます。星野のことは内心良く思っていない。
司法試験に失敗して悔しがるのぞみを見て「自分勝手でわがまま」と批判し、別れを告げた。
別れた後も時々会って互いの近況報告をしたり、相談をする関係は続いている。
第5章では父の会社が倒産。会社を再建するために証券会社を退職して跡を継いでいる。家族で賃貸マンションへ引っ越した。
最終回では「ひまわり」を訪ね、少年事件を起こした知り合いを紹介した。
森村真紀（もりむら まき）〈18〉
演 - 真田麻垂美
第1回の冒頭でロナルド・レーガンのゴム製マスクを付けて南田家に侵入した女子大生。達也のことは恋人だと思っている。達也に片思いし、ストーカーまがいの行動に出る。また、達也に対する解釈がズレている。
達也が逮捕されると手作りの巨大クリスマス・ケーキを差し入れようとした（第3章）。
達也が落ち込んだり、何かあった時にはそばに付き添って話を聞き、周囲からは「恋人未満」と言われる。
第7章では車を運転して達也とリキを連れて福島へ遊びに来る。のぞみと達也のやりとりを見て、「兄弟っていいですね。私ひとりっ子だから羨ましくて」と泣いていた。桃子の育休中に「ジャイアント」でアルバイト勤務した。
達也の大学合格の年に大学を卒業し「名邦銀行」に就職。金を貯めて達也と結婚すると宣言した。
寺崎弥市（てらさき やいち）〈72〉
演 - 鈴木清順
谷中商店街の住民。履物屋の主人。大正12年5月24日生まれ。
外出時は白地に黒のストライプ（阪神タイガース）の帽子を被っている。
薫乃とは同じ句会のメンバー。愛犬の名はサユリ（吉永小百合に由来）。
薫乃に好意を抱いており、おでん屋で酒を飲んだ時に、勢いで「薫乃…さん!」と呼び捨てをしようとしたが躊躇して「さん付け」に留めた。
のぞみの司法試験合格祝いのパーティーや、うららが福島に帰郷する際など、節目での行事に南田家と一緒に参加している。
黒田葵（くろだ あおい）
演 - 藤谷美紀
のぞみの友人。喫煙者。のぞみには「男は子供と同じ」と言い、たびたび仕事に対する姿勢を「甘い」と批判していたが、のぞみの退職後も舞子と3人での交流は続いている。
仕事とプライベートに浮かれるのぞみに嫉妬し、春日ひとみに結婚予定を漏らしてしまう。
のぞみの退職後、希望していた開発部への異動を命じられたことを打ち明ける。
第6章時点でも独身。
「ジャイアント」再開パーティに舞子と参加した。
佐々木舞子（ささき まいこ）
演 - 大沢さやか
のぞみの友人。銀行員との結婚が決まっている。
結婚後は寿退社。社宅で暮らしている。専業主婦になり、第5章で懐妊する。ケンタと名付けた息子がいる。
夫は家事や育児に協力的ではなく、身の回りのことも一切しないと不満を抱く。また、「私がすぐに妊娠したから、ケンタにやきもちを焼いてわざと手間がかかることをする」とも話している。
のぞみの司法試験祝いに子連れで参加した際には「離婚したい」と口にしていた（第6章）。
恭子（きょうこ）
演 - 林田美紀
あづさの病院で働く動物看護師。
商店主
演 - 三川雄三、藤田啓而
おでん屋台の主人
演 - 藤野健一
東京にあるのぞみの行きつけの店主。

### 福島編

#### 竹永相楽法律事務所
竹永一（たけなが はじめ）
演 - 泉谷しげる
五老内町にある「竹永相楽法律事務所」所長。のぞみと星野が司法修習を受ける。「事務所に座らせておくだけでは修習にならない」と実際に案件を任せる。
「金はあとからついてくる」という理想主義者で、面倒な案件も引き受けるため、相楽とは夫婦喧嘩が絶えない。富士子からは「とうちゃん」と呼ばれている。
「ひまわり」開業日に祝いの花かごを贈った。
相楽富士子（さがら ふじこ）
演 - 浅利香津代
「竹永相楽法律事務所」所属のもう一人の弁護士。「夫婦別姓をすすめる会」福島支部会長も務める。竹永の妻だが、旧姓を通すために入籍していない。人前で「かあちゃん」と呼ばれると嫌がる。タカシという中学生の息子がいる。
曰く「弁護士としては（竹永より）10年先輩にあたる」。「離婚調停では右に出るものはない」といわれている。現実派で、事務所の経営を実質的に支えている。
白井則夫（しらい のりお）
演 - 斉藤暁
「竹永相楽法律事務所」事務員。働きながら司法試験を目指している。

#### 司法修習生
小牧怜（こまき れい）〈24〉
演 - 石堂夏央
前橋出身。裁判官希望。両親と姉2人を交通事故で亡くしている。
東都大学医学部を卒業したが「医師は他人と協力が必要なのが嫌」との理由で進路変更し、司法試験に一発合格した秀才。
油座と一緒に万世町の菊池法律事務所で修習を受け、修習中は福島のホテルに住んで週末は東京に戻る生活を送っている。
のぞみに星野のことが気に入っていると打ち明ける。
いつも冷淡な態度だが、安代が腹痛を訴えたときにはすぐに手当てをして救急車を呼んで医師としての顔を見せた。
検察修習、裁判官修習ではのぞみ、星野とグループを組み、問題解決にあたる。
福島修習後、裁判官任官は確実と言われていたが「未来が見えないから人を裁けない」という理由でアルバイトを希望する。
卒業後はロウ・スクールのアドヴァイザーとしてモンゴルに渡る。
油座信吾（ゆざ しんご）〈43〉
演 - ちねんまさふみ
福島出身。裁判官希望。妻と中学生の息子がいる。
高校生の時から裁判官を志し、二浪して法学部に合格。その後、妻の実家の温泉旅館から経済的支援を受けながら20年目に司法試験に合格した。
明るく人懐こい性格で、福島修習組のまとめ役。修習を受けるうち年齢のため任官は難しいと考え、弁護士に希望を変え、福島修習後は地元に就職内定する。
一丸譲次（いちまる じょうじ）〈33〉
演 - 由地英樹
日本橋出身。ひとりっ子。
胃腸が弱い体質で、すぐに腹を壊す。このため生ものや肉類を避けている。
早瀬と一緒に五老内町の菅野法律事務所で修習を受ける。
実家は江戸時代から続く呉服屋だったが、地上げで店が潰れ、妻も実家に帰ったため、絶対潰れない仕事として弁護士を目指す。
卒業後は銀座の弁護士事務所に就職。
早瀬将太（はやせ しょうた）〈24〉
演 - 早瀬元
検事希望。神奈川県茅ケ崎出身。高校・大学時代はバスケ部だった。海南大学卒業。兄弟がいる。
両親ともに弁護士で「任官して修行したほうが良い」と両親に勧められて検事を目指した。
福島修習後、父親と同期の検事から「向いていない」と言われたことを打ち明け落ち込むが、無事検察に任官が決まる。

#### 長沼家
長沼うらら（ながぬま うらら）
演 - 佐々木すみ江
あづさの母（のぞみの祖母）。昭和一桁生まれ。のぞみから「うららちゃん」と呼ばれる。本編の半年前に夫を亡くしている。大の医者嫌い。ときどき昭和歌謡を口ずさむ（帰郷する前のカラオケでは『北国の春』を歌っていた）。得意料理はイワナの唐揚げとホッキ飯。
福島市でひとりで牧場を切り盛りしていたが、「最後のワガママ」とし、半ば強引に上京して南田家に同居。同居後は薫乃に誘われて俳句教室へと通う。
和食も洋食も好み、味付けは濃い目が基本。上京後も福島訛りのまま。服や装飾品にはこだわらないほうで、上京する際に大半を処分した。
のぞみの福島修習が決まると身の回りの世話を買って出て、先に福島に帰郷。帰郷前、南田家の植木鉢に松男から取り寄せた福島のコンクールで優勝したひまわりの種を「のぞみが立派な弁護士になれるように」と願いを込めて植えた。
薫乃の遺言の話に影響を受けると、遺言や自身が亡くなった後のことが気になり始める。
あづさと赤松が交際しているのを知ると激怒し、のぞみと一緒に再上京して再婚するなら絶縁すると言って福島に帰ったが、薫乃の説得を受け、上京してあづさと赤松の再婚を祝福する。
玉置みどり（たまき みどり）
演 - 大塚良重
うららの二女。福島で松男と結婚後、社宅に住んでいたが、うららの帰郷をきっかけに同居を始めた。
のぞみの着任祝いに自転車をプレゼントした。
玉置松男（たまき まつお）
演 - 河西健司
みどりの夫。かつて歩合給のセールスマンとして働いており、現在は農協に勤務している。のぞみ曰く「打たれ強い性格」。

#### その他
油座安代（ゆざ やすよ）
演 - 朝加真由美
油座の妻。温泉旅館「夕月荘」の女将。中学生の息子がいるほか、43歳で妊娠中。
信吾が司法修習の仲間を旅館に連れてくる時はたぬき汁を振る舞っている。

### ゲスト

#### 第1章
春日ひとみ（かすが ひとみ）〈37〉
演 - 浅野ゆう子
「アルプスフーズ」での上司（課長職）。仕事一筋の独身キャリアウーマン。部下の女子社員からひそかに「春日局」とあだ名される。
新しい開発部立ち上げに伴い、のぞみに期待して部下にしようと熱心に説得。「結婚は3年は無理」と言い渡すも、のぞみから結婚を宣言されると一転して冷淡になる。のぞみの辞表提出に立ち会ったあと「何でもかんでも手に入れようという利己的で欲張りな考えが大嫌いだ」と本音を吐き出し、決別する。
部長
演 - 益富信孝

平川（ひらかわ）巡査
演 - 新実（第4章・第7章・第9章）
泥棒が入ったという連絡を受けて南田家を訪れる。あづさに惚れているらしい。
捨て猫に情が湧いたために飼い始め、定期的に受診のため（と言いつつ、あづさに逢うため）に連れてくる。
課長
演 - 亀山助清

係長
演 - おやま克博、峰三太

宝石店店員
演 - 伊東由美子

本部長
演 - 津嘉山正種

開発部長
演 - 前田昌明

#### 第2章
犬飼サチ（いぬかい サチ）
演 - 沢田亜矢子
のぞみがハローワークで出会った女性。「能力発掘センター」なる企業で人事を担当しているという。息子がいる。のぞみを講師にしたいと熱心にスカウトするが、実は会社に活動実態はなく、会員に高額なセミナー代を請求するマルチまがいの商法で荒稼ぎしていた。のぞみに断られると、次は薫乃とうららに声をかける。激怒したのぞみが会社にしている自宅マンションに押し掛けると、既に部屋は引き払われていた。再会したのぞみには「人生甘くないと教えてあげたくなっちゃう」と言って開き直っていた。
サチの子供
演 - 大場俊輔

サチの仲間
演 - 松田真知子、天谷則子、谷村慶子

マンションの住人
演 - 熊谷祐子
サチがマンションを退去する際に会話する住人。
八尾遥三（やお ようぞう）
演 - 児玉謙次（第3・5章）
句会のメンバー。
関口泰明（せきぐち やすあき）
演 - 亀石征一郎
純一郎の父。家具を販売する会社を一代で築いた。南田家の複雑な家族関係を聞くと結婚に反対の立場を取る。
第5章では会社が倒産。会社を再建するために息子の純一郎が証券会社を退職して跡を継いでいる。
関口裕子（せきぐち ゆうこ）
演 - 伊藤友乃
純一郎の母。専業主婦。曰く「ざっくばらんな性格」で、気になること・言いたいことはズバズバと言う。南田家に挨拶へ行った際、行方不明の父についても問い、事情を知ると涙ぐんで詫びていた。が、のぞみからの電話は息子に取りつがなくなった。

#### 第3章
田中俊（たなか しゅん）
演 - 寺脇康文
カラオケ「ヘブン」店長。達也を窃盗の罪で通報した。何度か差し入れをするなど親身に接するが、ときに達也の境遇を見下す。
赤松の調査で一昨年に家を買い、借金の支払いがうまくいかずにいることを指摘され、売上金を盗んで達也に罪を着せたことが判明。「自首するつもりはない」「ムカついていた」などと発言したが、赤松から正論をぶつけられて観念して自首した。
真鍋（まなべ）
演 - 中原丈雄
谷中署の主任刑事。達也の窃盗事件を担当。
警官
演 - 高杉航大

刑事
演 - 白浜健三、清水宏

#### 第4・5章
大川真理子（おおかわ まりこ）
演 - 岡本麗
伊東市のサボテンを栽培する「大川農園」を経営。一時期、失踪した徹が働いていた。
明るく愛想は良いが、徹が妻子を置いて家出中と聞くと血相を変えて「帰りなさい」と叱りつけた。
大川草平（おおかわ そうへい）
演 - 奈良和憲（子役）
大川真理子の息子。
大川房子（おおかわ ふさこ）
演 - 藤原まゆか（子役）
大川真理子の娘。
内海誠（うつみ まこと）
演 - 蟹江敬三
「横山建設」社長。戦災孤児。喫煙者。横文字に対して拒否反応が出る。感情が高ぶると声を荒げるが、面倒見は良い。
娘がいたが、医療事故で亡くなっており、夫婦で医師への訴訟を考えている。弁護士を探している時に新聞記事で赤松を知り「娘のことを弔いたい」と弁護を依頼。その後、医師の謝罪条項を取り付けたことで和解が成立。
のぞみが亡くなった娘と重なり、1人暮らしするための部屋や短時間高収入のアルバイトを探していると知るとツテを辿って紹介する。司法試験にも合格できるよう応援しており、湯島天神に足を運んで「商売繁盛をお願いしに行ったついでに」と学業のお守りを渡している。
内海眞弓（うつみ まゆみ）
演 - 左時枝
誠の妻。仕事を支えて建設事務所で働く。気風が良い。夫のために訴訟よりは和解を願っていた。
誠によると、自身と同じく親も兄弟もいない戦災孤児だという。
作業員
演 - 飯野喜彦、佐藤充吉、山地健仁、宇佐見かとり
「横山建設」所属の作業員。
ひまわり荘の大家
演 - 中村美代子
内海の紹介でのぞみが住む、ひまわり荘の大家。

#### 第6章
五木（いつき）
演 - 萩本欽一（声の二役）
獣医師。初めてあづさが勤務した動物病院「五木クリニック」の院長。タマネギ中毒で体調不良になったリキを診察し、入院させた。
あづさの家庭事情を知っており、温かく見守っている。
河合静枝（かわい しずえ）
演 - 橋本菊子
赤松の留守中に事務所に押し掛けた老婦人。
2か月前、交通事故に遭ったポメラニアンを助けて飼っていたが、元の飼い主の寺島から犬を返すように求められて困り果てていた。
のぞみが何気なく言った「話し合えば分かってくれる」との言葉を真に受け、かえって問題がこじれてしまい、赤松を頼ってくる。
寺島清（てらしま きよし）
演 - 田窪一世
ペットブリーダー。脱走したポメラニアンを河合が飼っているのを見つけて犬を返すように迫る。河合が弁護士に相談したと拒絶したため、赤松を訪ねる。
赤松からは「犬の所有権は寺島にある」と言われて安堵するが「拾得者の河合に報労金と治療費を合わせて10万円の支払い義務がある」とも指摘され、所有権を手放し、犬を河合に譲った。

#### 第7章
阿部俊一（あべ しゅんいち）
演 - 光石研
南田桃子の弟。会社員を辞めて名古屋で外車の中古車販売業を始めたが、不景気で車が売れなくなり、月末には4000万円の手形の決算をしないと倒産するまでになる。上京して桃子に借金の保証人になってほしいと懇願。桃子の夫の優が保証人になったが、金融業者に中抜きされて3000万ほどしか渡らず、倒産に追い込まれる。
佐藤光子（さとう みつこ）
演 - 神保共子
相談者。
2か月前、亡くなった母親の遺骨を姉の信子に奪われたと泣きながら訴える。
姉の婿と不仲で、家を出た母親を5年前に引き取り、実質的に面倒を見て最期を看取っている。
のぞみから子供のときの約束を聞かされ、「約束は覚えているが勝手に墓を建て直されたことに腹が立っていた」と告白。誤解していたことが分かって信子と和解した。
平沢信子（ひらさわ のぶこ）
演 - 小林トシ江
光子の姉。婿養子を取って実家の果樹園を継いでいる。
母親と婿の折り合いが悪く、母親を光子に預けてから絶縁状態になっていた。母親の四十九日前に遺骨を持ち出し、新しい墓に埋葬したために光子とトラブルに発展していた。
光子が小学生の時分に父親が亡くなり「お墓がボロボロで可哀そう」と泣いていたのを見て、墓を立て直して百合の花でいっぱいにすると約束していた。母親が亡くなったあと、強引に実行して光子に「墓を見れば」とだけ言っていたのが誤解になっていた。

#### 第8章
西村鷹男（にしむら たかお）〈38〉
演 - ガダルカナル・タカ
昭和31年6月7日生まれ。職業は美容師。妻と離婚後、瑞穂と福島に引っ越して開業したが、借金で経営が傾いて閉店を余儀なくされる。
瑞穂と心中未遂事件を起こし、殺人未遂罪で逮捕される。無口で無気力になっていた。
判決後の就職先やアパートは星野が世話をした。
西村瑞穂（にしむら みずほ）〈14〉
演 - 安達祐実
鷹男の娘（長女）。中学生。礼儀正しく大人びている。父親の事件後、施設に預けられているが、一人で竹永の事務所を訪ねて父を助けてほしいと頼む。
「女性が嫌い」とのぞみを嫌う。「ベッドが嫌い」と理由をつけ、「施設では嫌な目に遭っている」と嘘をついて、長沼家に厄介になる。
不倫して離婚した佳織（特に自分に対して嘘をついていたことが理由）を激しく嫌い、父との同居を望んでいる。
裁判後は佳織と和解し、時折訪ねる仲にまで関係は修復する。
茄子佳織（なす かおり）〈36〉
演 - 黒田福美
鷹男の元妻。昭和33年12月10日生まれ。東京の青山で美容室を営む。料理上手だったらしいが、不倫の末、瑞穂を置いて離婚。不倫相手とは別れており、瑞穂を引き取りたがっている。
「保護者がいなくなれば瑞穂を引き取れる」と考えて1回目の証言を欠席。のぞみの説得により2回目の証言には出席し、自分の考えの甘さを反省する弁を述べる。
執行猶予判決に協力したものの、最終的に復縁はせず、判決後は東京へ戻って行った。
美容院スタッフ
演 - 宮原洋子
茄子佳織の経営する美容院のスタッフ。

#### 第9章
進藤大樹（しんどう だいき）
演 - 石母田史朗
「埼玉祖母殺害事件」の犯人とされた少年。一審で有罪となるも、第九章で赤松の弁護により二審で逆転無罪となった。しかし判決後に勝訴を祝っている赤松の事務所れ、実は殺したと告白。「一生嘘をつかなければならない」と赤松を逆恨みして突き飛ばし、負傷させた。検察側が上告した際は赤松を解任した。
第13章で赤松がのぞみ、星野と焼肉パーティの準備中に突然現れ、それまで赤松が送った手紙を突き返して「一生嘘をつき続ける」と言い放った。赤松から「あと3日で二十歳になる。それまで考えろ」と言われる。4日目、赤松を訪ねて真実を話すことを決めたと語り、赤松と検察庁に出頭して裁判が一審からやり直された。
大樹の父
演 - 山中康司

大樹の母
演 - 沢柳廸子

#### 第10章
河村真理子（かわむら まりこ）
演 - 角替和枝
福島検察庁検事。のぞみたちの指導役を務める。
増井新平（ますい しんぺい）〈71〉
演 - 佐藤慶
マッサージ機10台の代金を踏み倒して電器店から詐欺で告訴された男。大正12年9月12日生まれ。息子はいるが疎遠で独居。「ベベ」というリスザルを飼っている。
取り調べを担当したのぞみに泣き落としで同情を引き、「反省している」と述べつつも「生きるため」と言い訳する。高齢であることを考慮されて起訴猶予となるが、8年前にも詐欺の前科がある。元酪農家でうららとは同時期に酪農を始めた旧知の仲。うららたちと温泉旅行中、100万円を騙しとった結婚詐欺で告訴される。取り調べでは「恋が終わっただけ」と詐欺を否認。その後相手が告訴を取り下げ、息子が監督することを条件に起訴猶予になると説得され、罪を認めて保釈される。
山口美幸（やまぐち みゆき）
演 - 木村夏江
増井を結婚詐欺で告訴した女性。マッサージ機を買ったのをきっかけに増井と知り合い、結婚式場の予約に渡した100万円を騙し取られた。耕平から返金されたため告訴を取り下げる。
増井耕平（ますい こうへい）
演 - 吉岡祐一
増井の息子。もう父親の尻拭いはしたくないと100万円渡して縁切りしようとするが、のぞみに説得され監督者を引き受け、同居を決める。
潮見桂子（しおみ けいこ）
演 - 風吹ジュン
達也の実母。旧姓：矢口。元はあづさの中学時代の同級生。あづさを介して赤松と知り合い婚約した。徹とあづさ、赤松と桂子は仲良く会食する仲間だった。当時赤松は検事を目指しており、決まったら桂子と結婚する約束をしていたが、赤松が検察庁に勤務すると決まった時には達也を身籠っていた。赤松と婚約を解消した、達也を1人では育てられないからと手放してしまう。
第10章で福島で結婚して改姓していること、高校生と中学生の二人の娘がいること、英会話学校の講師を務めていることが判明。名前を知らず対面した達也が息子と気づき上京して赤松に事情を聞く。福島では赤松との子を出産して手放したと思われている。いきつけの喫茶店で達也とこっそり会うようになるが、徹からたしなめられると、娘たちの教育費の定期預金200万円を解約して達也に渡す。このことを経一に咎められると家出し、二日後達也に発見され長沼家に泊まる。赤松、徹、経一を交えた話し合いで、赤松と婚約しても自分に愛情がないのに気づき自分から徹を誘惑した、あづさも赤松にひかれていたと告白。経一と和解し復縁した。

#### 第11・12章
北山悦男（きたやま えつお）
演 - 壌晴彦
のぞみたちの指導役の裁判官。物腰は柔らかいが判断は的確である。
私生活で問題を抱えるのぞみを調停から外し、星野に交代させる判断を下す（若い頃に妻が飲酒運転の車にはねられて冷静な判断ができなくなったため、同様の事件の裁判からはずしてもらった経験がある）。
三井育子（みつい いくこ）
演 - 中原早苗
家庭裁判所のベテラン調査官。のぞみたちとの案件をまとめたあと、退職する。
毛利勝子（もうり かつこ）
演 - 神野三鈴
27歳。離婚した夫から5歳の長男を連れ去り、親権を求めて調停になる。のぞみたちの尽力により月1回の面接交渉権を得る。
周防健一（すおう けんいち）
演 - 三井善忠
勝子の元夫。連れ去り事件を起こした勝子に激怒していたが、秀樹を返すことを条件に調停に応じた。
秀樹（ひでき）
演 - 謝敷政彦
5歳。勝子と健一の息子。離婚後は健一と暮らしていたが、親権争いで複雑な立場になる。
潮見経一（しおみ けいいち）
演 - 若松武
達也の実母・桂子の夫。職業は中学教師。定期預金を解約されたのに気付き、桂子が達也と会ったことを知る。さらに達也の父親が赤松でなく徹であると知って、桂子と別れる覚悟をするが復縁する。
その他
演 - 青沼神対馬（進藤）、明石良（商店主）、安部知子（店員）、阿部渡（弁護士）、網野あきら（中原次席検事）、池田武志（スーツの男）、石光豊、井出勝己（弁護士）、伊藤昌一（面接官）、伊藤敏孝（弁護士A）、猪又武春（試験官）、入江正徳（地方裁判所長）、上田茂（弁護士B）、大塩武、大塚洋子（英会話教室生徒）、大林丈史（鶴島教官）、大山豊、岡崎宏、小笠原裕之、小田聡（警官）、加世幸市（廷吏）、鴨川てんし（「こけし」マスター）、黄檗ルリ子、楠大典（被告人）、窪園純一（面接官）、窪田五朗（ヒロ子の父）、後藤康夫（焼き鳥屋）、小林謙司（警官）、小柳恵美（潮見妙子）、近藤洋介（岩井検事正）、佐戸井けん太（島野弁護士）、真田五郎（吉田裁判官）、篠田薫（面接官）、謝敷政彦、白山照彦（弁護士C）、鈴木九太郎（廷吏）、世古陽丸（面接官）、高尾和男（店員）、高田龍也、高田麻美子、竹内靖司、竹田寿郎（刑事）、千種かおる（面接官）、千葉茂（弁護士）、鶴田忍（不動産屋）、常世田正人（弁護士）、中條彩恵子（面接官）、中谷彰宏（今井）、中西良太（花屋）中村由起子（主婦）、那須正江（英会話教室生徒）、羽田勝博、走水杏伍（梅崎良雄教官）、番哲也（亀井教官）、平野元之（受験生・被告人役）、福島一成、堀田智之（弁護士）、本田清澄、真木仁（刑事）、蒔野雅紀、増田俊樹（検察事務官）、松坂晴恵、三田恵子、宮島りゅう子、森下哲夫（検察官）、山崎満（弁護士会長）、山本寛（裁判長）、冷泉公裕（山口）

## スタッフ
- 作 - 井上由美子[2][6][16]
- 音楽 - 山下達郎・難波弘之
- 主題歌 - ｢DREAMING GIRL｣
  - 作詞 - 松本隆、作曲・編曲・歌 - 山下達郎
  - デイヴィッド・サンボーンによるサックスバージョンもあり。
- サックス演奏 - デイヴィッド・サンボーン
- 語り - 萩本欽一（南田家の犬・リキの声）
- 副音声解説 - 関根信昭
- 演出 - 望月良雄[2][6]、田村文孝[2]、岡田健[2]、木村隆文[2]、海辺潔、柳川強、藤井朋子
- 制作統括 - 高橋幸作[6]
- 制作 - 小林千洋
- 美術 - 吉保舜三[2][6]
- 技術 - 渡辺秀男[2][6]
- 音響効果 - 今井裕[2][6]
- 編集 - 水島清子[6]
- 記録 - 水島清子[6]
- 撮影 - 杉山節郎[6]
- 照明 - 大沼雄次[6]
- 音声 - 藤井芳保[6]

## 放送日程
最終章を除き2週間で一つのサブタイトルで、ことわざを引用した疑問形となっている。
| 章 | 放送回    | 放送日             | サブタイトル                 | 演出              |
| -- | --------- | ------------------ | ---------------------------- | ----------------- |
| 1  | 1 - 12    | 4月01日 - 04月13日 | 出るクイは打たれるの？       | 望月良雄          |
| 2  | 13 - 24   | 4月15日 - 04月27日 | 旨い話にゃ毒がある？         | 田村文孝          |
| 3  | 25 - 36   | 4月29日 - 05月11日 | 人は見かけによらぬもの?      | 岡田健            |
| 4  | 37 - 48   | 5月13日 - 05月25日 | 二兎を追うもの一兎も得ず？   | 木村隆文          |
| 5  | 49 - 60   | 5月27日 - 06月08日 | 可愛い子には旅をさせよ？     | 望月良雄          |
| 6  | 61 - 72   | 6月10日 - 06月22日 | 縁は異なものアジなもの？     | 海辺潔 田村文孝   |
| 7  | 73 - 84   | 6月24日 - 07月06日 | 兄弟は他人の始まり？         | 岡田健            |
| 8  | 85 - 96   | 7月08日 - 07月20日 | 子はかすがいじゃないの？     | 柳川強 木村隆文   |
| 9  | 97 - 108  | 7月22日 - 08月03日 | ならぬ堪忍、するが堪忍？     | 藤井朋子 田村文孝 |
| 10 | 109 - 120 | 8月05日 - 08月17日 | 罪を憎んで人を憎まず？       | 望月良雄          |
| 11 | 121 - 132 | 8月19日 - 08月31日 | 一難去ってまた一難？         | 田村文孝 岡田健   |
| 12 | 133 - 144 | 9月02日 - 09月14日 | 旅は道連れ世は情け？         | 木村隆文 望月良雄 |
| 13 | 145 - 156 | 9月16日 - 09月28日 | 待てば海路の日和あり？       | 海辺潔 岡田健     |
| 14 | 157 - 162 | 9月30日 - 10月05日 | 実るほど頭の下がる稲穂かな？ | 望月良雄          |

## DVD
NHKエンタープライズが、完全版DVDセットを販売した。
- 連続テレビ小説 ひまわり 完全版 第一集 全3枚セット
- 連続テレビ小説 ひまわり 完全版 第二集 全4枚セット

このほか、完全版VHS・全14巻が販売された。